# Rincón de Romos
Rincón de Romos är en ort i Mexiko.   Den ligger i kommunen Rincón de Romos och delstaten Aguascalientes, i den centrala delen av landet, 500 km nordväst om huvudstaden Mexico City. Rincón de Romos ligger 1 945 meter över havet och antalet invånare är 24 683.
Terrängen runt Rincón de Romos är platt österut, men västerut är den kuperad. Runt Rincón de Romos är det ganska tätbefolkat, med 144 invånare per kvadratkilometer. Närmaste större samhälle är Pabellón de Arteaga, 10,2 km sydost om Rincón de Romos. Trakten runt Rincón de Romos består till största delen av jordbruksmark.